# (1330) Spiridonia
(1330) Spiridonia ist ein Asteroid des Hauptgürtels, der am 17. Februar 1925 vom russischen Astronomen Wladimir Alexandrowitsch Albizki am Krim-Observatorium in Simejis entdeckt wurde.
Der Asteroid wurde nach einem Schwager des Entdeckers oder aber nach Spiridon Iljitsch Zaslawski, einem Kriegshelden des Zweiten Weltkriegs, benannt.